# Conacul urban de pe str. Mitropolit Petru Movilă, 55 (Chișinău)
Conacul urban de pe str. Mitropolit Petru Movilă, 55 este o clădire amplasată pe str. Mitropolit Petru Movilă, 55 în Chișinău, Republica Moldova. Este un monument arhitectural de importanță națională inclus în Registrul monumentelor Republicii Moldova ocrotite de stat cu nr. 263 (municipiul Chișinău). Datează de la sf. sec. XIX.